# Włodzimierz Kolanowski
Włodzimierz Adam Kolanowski (ur. 11 sierpnia 1913 w Pawłowicach, zm. 31 marca 1944 koło Iłowej) – porucznik nawigator w Polskich Sił Powietrznych w Wielkiej Brytanii, współorganizator tzw. „wielkiej ucieczki” alianckich lotników z obozu jenieckiego Stalag Luft III w Żaganiu, schwytany przez Niemców i skrytobójczo zamordowany. Przypuszczalny pierwowzór postaci „Króla Tunelu” w filmie Wielka ucieczka, granej przez Charlesa Bronsona.

## Życiorys

### Dzieciństwo i młodość
Włodzimierz Kolanowski urodził się 11 sierpnia 1913 w Pawłowicach koło Leszna. Jego ojciec, Zygmunt Kolanowski, pracował jako kucharz w pałacu hrabiego Krzysztofa Mielżyńskiego w Pawłowicach, matką była Marianna z Siemiątkowskich. Włodzimierz miał dwie siostry: Halinę Marię (ur. w 1915) i Ludmiłę Janinę (ur. w 1917). W Pawłowicach spędził dzieciństwo i wczesną młodość, tam też ukończył szkołę powszechną. Po ukończeniu szkoły przeniósł się z rodziną do Psarskiego koło Śremu, gdzie ojciec Włodzimierza otrzymał pracę w charakterze oficjalisty w majątku hrabiego Jan Szołdrskiego i Augusta Zaleskiego, ówczesnego ministra spraw zagranicznych w II RP. W 1926 rozpoczął naukę w śremskim gimnazjum (obecnie Liceum Ogólnokształcące im. gen. Józefa Wybickiego w Śremie), gdzie w 1934 zdał maturę. Podczas lat szkolnych wyróżniał się aktywnością społeczną, przede wszystkim działając w Związku Harcerstwa Polskiego. W ZHP pełnił funkcję zastępowego, grał też na flecie w harcerskiej orkiestrze dętej, założonej przy gimnazjum w Śremie przez Stanisława Ciesielskiego. Z orkiestrą tą (która była orkiestrą reprezentacyjną ZHP) w 1933 wziął udział w IV międzynarodowym zlocie (jamboree) skautów w Gödöllő na Węgrzech. Kolanowski pisał też artykuły i projektował linorytowe ilustracje do czasopisma "Pierwiosnek", które ukazywało się w jego szkole.

### Początek służby wojskowej
Po zdaniu matury Włodzimierz Kolanowski zdecydował się na karierę wojskową. Ukończył Szkołę Podchorążych Piechoty w Komorowie. Na stopień podporucznika został mianowany ze starszeństwem z dniem 1 października 1937 i 118. lokatą w korpusie oficerów piechoty. Rozpoczął służbę w 66. Kaszubskim pułku piechoty w Chełmnie. Zgłosił się na kurs obserwatorów lotniczych do Centrum Wyszkolenia Lotnictwa w Dęblinie. Na początku września 1939 razem z innymi uczestnikami kursu został ewakuowany do Rumunii, a stamtąd trafił do Wielkiej Brytanii.

### Służba w Polskich Siłach Zbrojnych na Zachodzie. Trafienie do niewoli
W Wielkiej Brytanii Włodzimierz Kolanowski służył jako porucznik nawigator (numer służbowy P-0243) w 301. dywizjonie bombowym Ziemi Pomorskiej, który od 18 lipca 1941 stacjonował na lotnisku w Hemswell. Oddział jego brał udział w nalotach na Niemcy. W nocy z 7 na 8 listopada 1941 samolot, na pokładzie którego był też Kolanowski (był to samolot bombowy Wellington Mk IV nr Z1277 z oznaczeniem GR-Z), uczestniczył w bombardowaniu Mannheim. W składzie załogi, oprócz por. Kolanowskiego, znajdowali się też chor. pilot Henryk Bolcewicz, plut. pilot Zygmunt Lenczewski, radiotelegrafista chor. Alfred Szczepanowski oraz strzelcy chor. Bolesław Wróblewski i sierż. Tadeusz Moryn. Wracając z bombardowania, cała załoga dostała się do niewoli. Okoliczności trafienia do niewoli niemieckiej nie są do końca wyjaśnione. Według jednej wersji samolot został trafiony przez artylerię przeciwlotniczą i uszkodzony musiał lądować; według innej pilot omyłkowo wylądował na lotnisku w Maldegem w Belgii, sądząc, że już jest nad terytorium Anglii.

### „Wielka ucieczka”

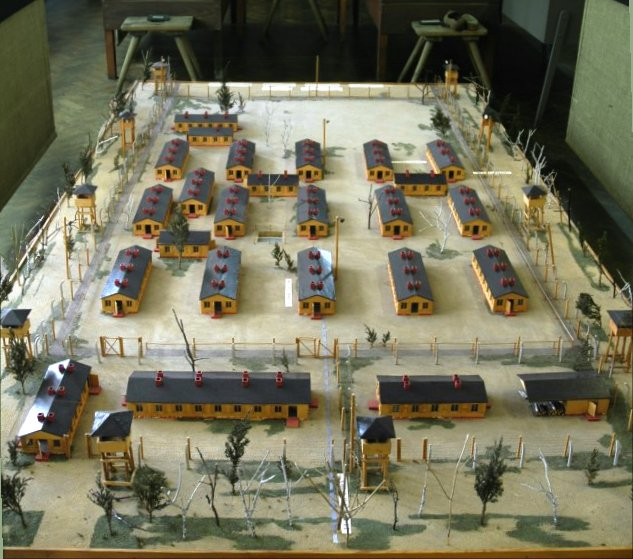
Model Stalagu Luft III udostępniony dla zwiedzających w Muzeum Obozów Jenieckich w Żaganiu

Po wylądowaniu na terytoriach okupowanych cała załoga została wzięta do niewoli. Niemcy zabrali też samolot, który później był wykorzystywany w niemieckiej jednostce badawczej KG 200 w nietypowym oznakowaniu (maszyna miała na kadłubie namalowany zarówno krzyż niemieckiego lotnictwa, jak i polską szachownicę).
Sam Kolanowski został najpierw osadzony w Kriegsgefangenen-Stammlager der Luftwaffe 1 (Stalag Luft I w Barth koło Stralsundu), następnie w Kriegsgefangenen-Stammlager der Luftwaffe 3 (Stalag Luft III w Żaganiu), gdzie nosił numer jeniecki 678. Obóz w Żaganiu był przeznaczony dla lotników sił alianckich; większość osadzonych stanowili Brytyjczycy, wśród jeńców byli też jednak lotnicy z innych krajów Wspólnoty Narodów (np. Kanady, Związku Południowej Afryki, Australii), Stanów Zjednoczonych i różnych krajów europejskich, w tym Polacy, którzy służyli w Royal Air Force.
Wiosną 1943 wśród osadzonych jeńców zrodził się plan ucieczki z obozu poprzez wykopanie tunelu. W pracach związanych z wykonaniem podkopu i przygotowaniem ucieczki brało udział kilkuset jeńców, a jednym z głównych organizatorów był Włodzimierz Kolanowski. Zajmował się on m.in. konstrukcją schodów do tuneli, przede wszystkim jednak wziął na siebie zadanie przygotowania około 3000 kopii map potrzebnych do planowanej ucieczki. W realizacji tego zadania wspierał Brytyjczyka Desmonda Plunketta - razem kierowali zespołem jeńców, którzy wykonywali mapy. Rajmund Szubański w książce Pięćdziesięciu z Żagania tak opisuje pracę jeńców:

Możliwie dokładne mapy różnych okolic Niemiec sporządzać miał na użytek uciekinierów Desmond Plunkett, którego prawą ręką i nieocenionym współpracownikiem został wkrótce porucznik nawigator Włodzimierz Adam Kolanowski. [...] Zespół kopistów map Plunketta i Kolanowskiego pracował w kilku barakach. Poza szkicami sytuacyjnymi najbliższej okolicy Żagania, opracowywanymi na podstawie długich rozmów z Niemcami, przygotowywano zestawy map na trzy zasadnicze trasy ucieczki: w kierunku Bałtyku i Szwecji, przez Czechosłowację i Austrię, oraz przez Niemcy do Francji. Wykonano prawie trzy tysiące map!

Do „wielkiej ucieczki” doszło wreszcie w nocy z 24 na 25 marca 1944. Kolanowski był jednym z 76 jeńców (z 13 narodowości, w tym 6 Polaków), którym udało się wydostać z obozu, zanim Niemcy zauważyli ucieczkę. Prawie wszystkich (73) uciekinierów bardzo szybko schwytano; ucieczka powiodła się tylko trzem jeńcom: Norwegowie Jens Muller i Per Bergslund statkiem przez Szczecin uciekli do Szwecji, a Holender Bram van der Stok przez Francję przejechał do Hiszpanii, gdzie znalazł schronienie w brytyjskim konsulacie.
Schwytany został również sam Kolanowski, uciekający z grupą Anglików, co Rajmund Szubański tak opisuje w książce Ludzie bez skrzydeł:

Kolanowski oraz kilku Anglików wyszli z lasu jako jedni z ostatnich. Jak wynikało z rozkładu, mieli szansę złapać już tylko ostatni pociąg przed świtem. Wydawało się im to zbyt niebezpieczne, zdecydowali więc przedzierać się w kierunku Czechosłowacji pieszo. Przez jakiś czas próbowali iść na przełaj przez pola, ale topniejący śnieg utrudniał marsz tak dalece, że skierowali się na południe pierwszą napotkaną drogą.
O świcie doszli do autostrady, jakieś dwadzieścia kilometrów od obozu, zdążyli przekroczyć ją niezauważeni i ukryli się w pierwszym napotkanym lasku. Spędzili tam cały dzień, nie mogąc zasnąć z zimna i napięcia – w pobliżu kręcili się wciąż Niemcy. Następnej nocy ruszyli w dalszą drogę, obchodząc dużym łukiem każde osiedle. Następny dzień spędzili znowu prawie bezsennie i wieczorem nie byli już w stanie kontynuować marszu przez pola.
Pierwszą napotkaną wioskę minęli szczęśliwie, w drugiej natknęli się na patrol złożony z trzech uzbrojonych młodzików z Hitlerjugend. Jeden z Anglików, biegle mówiący po niemiecku, zręcznie odpowiadał na pytania zadawane przy kontroli dokumentów, ale już następny nie umiał więcej niż "ja" i "nein". Sytuacja stała się jasna. Młodzi hitlerowcy zatelefonowali z urzędu gminnego na policję do Zgorzelca. Przyjechała więzienna karetka....

### Tragiczny finał

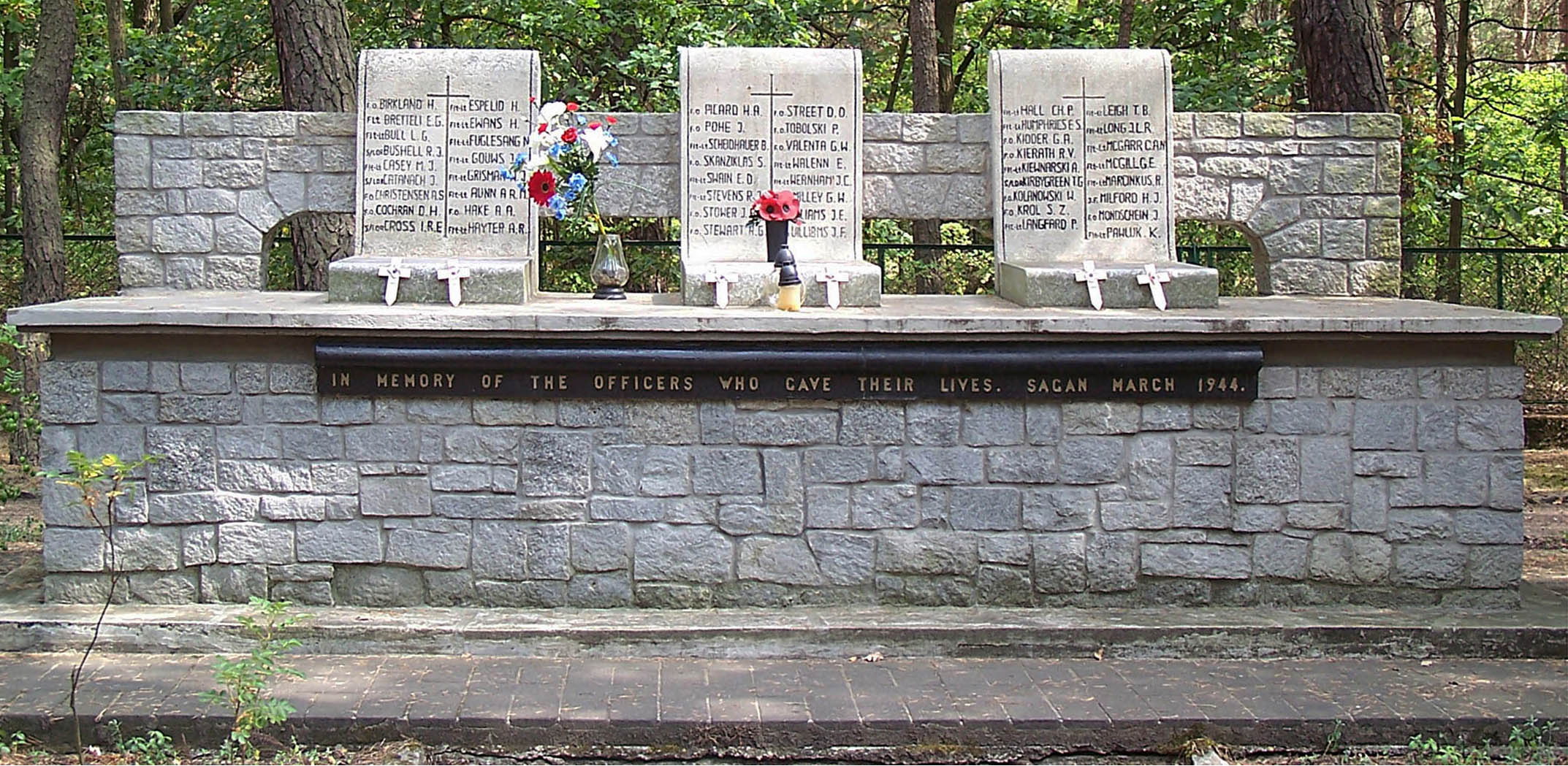
Pomnik upamiętniającą rozstrzelanych lotników. Na trzeciej tablicy w lewej kolumnie widnieje nazwisko Włodzimierza Kolanowskiego

Masowa ucieczka jeńców wywołała furię Hitlera. W swojej siedzibie w Berchtesgaden 26 marca zwołał naradę, na której nakazał rozstrzelać wszystkich schwytanych jeńców, a także komendanta obozu i strażników, którzy mieli wtedy służbę. Ostatecznie, po wstawiennictwie Hermanna Göringa, Wilhelma Keitla i innych oficerów, którzy obawiali się reperkusji alianckich po takim jawnym pogwałceniu konwencji genewskich, Hitler nakazał Himmlerowi egzekucję ponad połowy schwytanych jeńców. 27 marca szef Głównego Urzędu Bezpieczeństwa Rzeszy Ernst Kaltenbrunner podpisał tzw. "rozkaz żagański" (Sagan-Befehl), w którym wydał następujące instrukcje:

Po przesłuchaniu [...] należy wywieźć w kierunku macierzystego obozu i w drodze rozstrzelać. Trzeba to uzasadnić próbą ucieczki lub stawianiem oporu. Nikt ze znajdujących się na liście nie może być ranny ani uratować się.

Taki tragiczny los spotkał też Kolanowskiego. Wraz z towarzyszami został on przewieziony do Zgorzelca, gdzie został przesłuchany przez Wilhelma Scharpwinkela, szefa Gestapo z Wrocławia. 31 marca wraz z ośmioma innymi jeńcami został zabrany ze Zgorzelca przez gestapowców, którzy rzekomo mieli go odwieźć z powrotem do Żagania. 7 kilometrów za Iłową, w odludnym miejscu, koło skrzyżowania szosy ze Zgorzelca do Żagania z autostradą Berlin-Wrocław, konwój zatrzymał się "dla rozprostowania nóg". W tym miejscu Scharpwinkel, jego podwładny Luchs i kilku innych gestapowców rozstrzelali z pistoletów maszynowych wszystkich więźniów. Oficjalnie podano, że zginęli oni podczas próby ucieczki. Aby zatrzeć ślady zbrodni, ciała jeszcze tego samego dnia spalono w krematorium na Cmentarzu Komunalnym w Legnicy. Prochy rozstrzelanych umieszczono w urnach, które przewieziono do Żagania. Później umieszczono je w pomniku, który jeńcy, za zgodą władz niemieckich, wznieśli na terenie obozu ku czci pomordowanych. Po wojnie, w 1948, prochy Włodzimierza Kolanowskiego i innych pomordowanych ekshumowano i ponownie pochowano na Cmentarzu Wspólnoty Brytyjskiej na Cytadeli w Poznaniu. Pośmiertnie Włodzimierz Kolanowski został odznaczony Krzyżem Walecznych.

## Włodzimierz Kolanowski w filmie
„Wielka ucieczka” dość szybko trafiła do kultury popularnej. W 1950 opisał ją w swojej książce The Great Escape Paul Brickhill, australijski lotnik – naoczny świadek tych wydarzeń, który również był osadzony w obozie w Żaganiu, brał udział w przygotowaniach do ucieczki, lecz ostatecznie sam nie zbiegł z obozu. Książka Brickhilla w 1963 została sfilmowana przez Johna Sturgesa pod tym samym tytułem – The Great Escape, a wśród plejady gwiazd (w filmie wystąpili m.in. Steve McQueen, Richard Attenborough, Donald Pleasence) pojawił się też Charles Bronson. Bronson zagrał w filmie lotnika Danny'ego Velinsky'go (w rzeczywistości wśród uczestników ucieczki nie było osoby o takim imieniu i nazwisku) i przydomku „Król Tunelu” (The Tunnel King). Filmoznawcy uważają, że pierwowzorem postaci Velinsky'ego był m.in. Włodzimierz Kolanowski, chociaż w sylwetce „Króla Tunelu” można odnaleźć też sportretowanych innych uczestników ucieczki: specjalistami od budowy tunelu byli też lotnicy Wally Floody, Ernst Valenta i Stanisław Król. W przeciwieństwie do tragicznego losu Kolanowskiego, ucieczka granego przez Bronsona „Króla Tunelu” zakończyła się szczęśliwie. Filmowy bohater był jednym z nielicznych, któremu ucieczka powiodła się.